# مارك ريد
مارك ريد (بالإنجليزية: Mark Reid)‏ (15 سبتمبر 1961 في المملكة المتحدة - ) هو لاعب كرة قدم بريطاني في مركزي الدفاع والظهير. شارك مع منتخب اسكتلندا تحت 21 سنة لكرة القدم. أما مع النوادي، فقد لعب مع تشارلتون أثلتيك ونادي سانت ميرين ونادي سلتيك.

## وصلات خارجية
- مارك ريد على موقع قاعدة بيانات كرة القدم.إي يو (الإنجليزية)